# Phil Spalding
Phil Spalding (19. listopadu 1957 Londýn – 6. února 2023) byl britský baskytarista. Předtím, než se stal členem skupiny Toyah, hrál s Bernie Tormé Band a Original Mirrors. V Toyah působil mezi lety 1980 a 1983, kdy s touto kapelou nahrál několik alb a účastnil se jejich turné. Po rozpadu Toyah se stal členem superskupiny GTR a také hrál s multiinstrumentalistou Mikem Oldfieldem. Později spolupracoval s dalšími hudebníky, včetně Robbieho Williamse, Micka Jaggera nebo Kylie Minogueové.
Mezi jeho často používané nástroje patřila baskytara Fender Precision Bass.